# Sainte-Colombe (Landy)
Sainte-Colombe – miejscowość i gmina we Francji, w regionie Nowa Akwitania, w departamencie Landy.
Według danych na rok 1990 gminę zamieszkiwało 407 osób, a gęstość zaludnienia wynosiła 32 osób/km² (wśród 2290 gmin Akwitanii Sainte-Colombe plasuje się na 785. miejscu pod względem liczby ludności, natomiast pod względem powierzchni na miejscu 895.).